# Rebecca Ann Latimer Felton

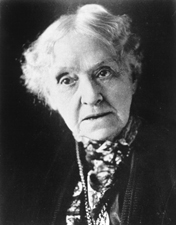
Rebecca Latimer Felton

Rebecca Ann Felton (geborene Latimer; * 10. Juni 1835 in Decatur, Georgia; † 24. Januar 1930 in Atlanta, Georgia) war eine US-amerikanische Politikerin der Demokratischen Partei, Frauenrechtlerin, Rassistin und ehemalige Sklavenhalterin. Als Vertreterin des Bundesstaates Georgia war sie 1922 das erste weibliche Mitglied des US-Senats, allerdings nur für einen Tag.

## Biografie

### Frühes Leben
Rebecca Ann Latimer war die Tochter des Kaufmanns und Plantagenbesitzers Charles Latimer und seiner Frau Eleanor Swift Latimer. Sie besuchte das Madison Female College in Madison, das sie 1852 als Jahrgangsbeste abschloss. Die Festrede bei ihrer Abschlussfeier hielt ein Abgeordneter des Repräsentantenhauses von Georgia, William Harrell Felton, ein Arzt, Plantagenbesitzer und späterer methodistischer Geistlicher. 1853 heiratete Rebecca Ann Latimer den zwölf Jahre älteren und bereits verwitweten Felton und zog im darauffolgenden Jahr mit ihm auf seine Farm bei Cartersville im Bartow County, wo sie als Lehrerin arbeitete und bald auch als Schriftstellerin und Vortragsrednerin aktiv wurde. Das Paar hatte fünf Kinder, von denen aber nur eines, ihr Sohn Howard Erwin, das Kindesalter überlebte.

### Politischer Werdegang
Rebecca Latimer Felton engagierte sich in Fragen der Landwirtschaft und setzte sich für das Frauenwahlrecht ein. Gleichzeitig machte sie sich auch für die Abstinenzbewegung stark und war eine leidenschaftliche Verfechterin von Rassentrennung und weißer Vorherrschaft, die auch nicht davor zurückschreckte, Lynchjustiz an Schwarzen öffentlich zu befürworten.
Von 1875 bis 1881 war William Felton Mitglied des US-Repräsentantenhauses. Während dieser Zeit fungierte seine Frau als seine Wahlkampfmanagerin und Assistentin, die seine Reden überarbeitete und Zeitungsartikel für ihn verfasste. Nach seiner Zeit als Kongressabgeordneter war Felton von 1884 bis 1890 nochmals Mitglied des Repräsentantenhauses von Georgia und von 1886 bis 1892 Kurator der University of Georgia.

### US-Senatorin

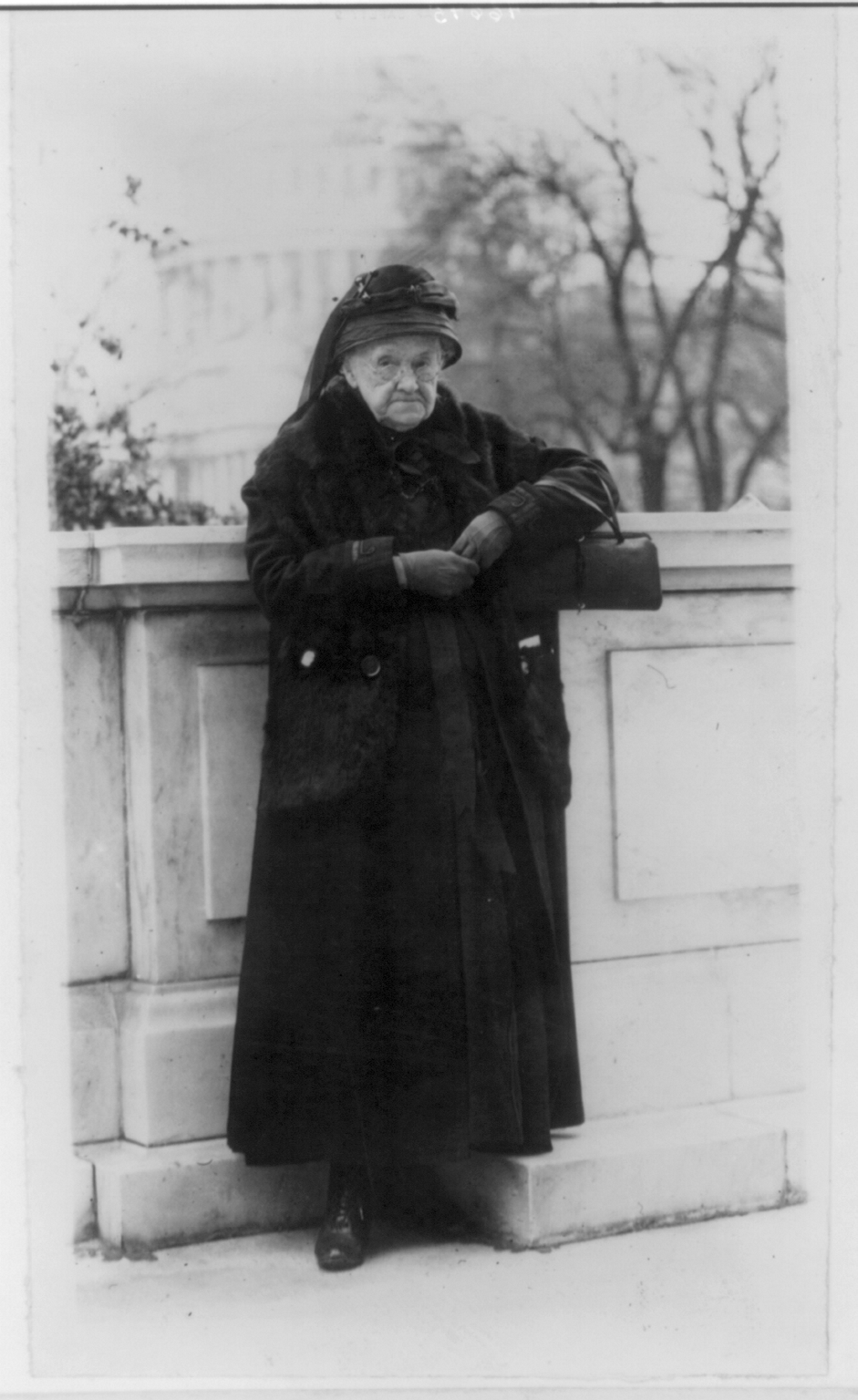
Rebecca Latimer Felton (1922)

Nach dem Tod von US-Senator Thomas E. Watson am 26. September 1922 fand am 7. November 1922 gemeinsam mit den turnusmäßigen Wahlen zum Senat die Nachwahl in Georgia statt. Da Thomas W. Hardwick, der Gouverneur von Georgia, selbst für die verbleibenden vier Amtsjahre Watsons kandidieren wollte, wollte er als Interims-Senator eine Person ernennen, die keine Konkurrenz darstellte. Im Hinblick auf den kurz zuvor verabschiedeten 19. Verfassungszusatz, mit dem das allgemeine Frauenwahlrecht eingeführt wurde, ernannte Hardwick am 3. Oktober 1922 Rebecca Latimer Felton zur Senatorin, in der Hoffnung, damit die Stimmen der Frauen gewinnen zu können. Da der Senat sich bereits vertagt hatte, wurde Felton zunächst nicht vereidigt.
Die Vorwahl der Demokraten gewann am 12. Oktober 1922 aber nicht Hardwick, sondern Walter F. George, der die eigentliche Wahl dann ohne Probleme (Solid South) ebenfalls für sich entschied. Dieser verzichtete beim Zusammentritt des Senats am 21. November darauf, seinen Sitz sofort einzunehmen, so dass Felton den Amtseid als erste Frau im US-Senat leisten durfte. Am nächsten Tag trat sie zurück, und George übernahm das Amt.
Rebecca Latimer Feltons Senatszeit ist unter vier Gesichtspunkten bemerkenswert:
1. Sie war die erste Frau, die je US-Senatorin wurde.
2. Ihre Amtszeit als Senatorin von 24 Stunden ist die kürzeste in der Geschichte des Senats der Vereinigten Staaten.
3. Mit 87 Jahren war sie bis heute die älteste je als US-Senator vereidigte Person.
4. Sie war die vermutlich letzte ehemalige Sklavenhalterin unter den US-Senatoren.[1]

### Späteres Leben und Tod
Rebecca Latimer Felton ließ sich in den letzten Jahren ihres Lebens in Cartersville nieder, wo sie weiterhin als Schriftstellerin und Rednerin tätig war. Sie starb im Alter von 94 Jahren.

## Autobiografie
1919 schrieb sie eine 299 Seiten starke Autobiografie, die ihre Kindheit und Jugend in Georgia beschreibt. Sie trägt den Titel Country Life in Georgia in the Days of My Youth.